# Orde van Verdienste (Malakka)
De Orde van Verdienste van Malakka, in het Maleis "Dato' Kurnia Setia Jasa" geheten, bestond van 1962 tot 1978. Malacca, een van de vier territoria binnen Maleisië, wordt door een door de Yang di-Pertuan Agong benoemde Commissaris des Konings of Malakka Yang Di-Pertuan Negeri bestuurd.
De Yang Di-Pertuan Negeri heeft de orde, die één enkele graad had, gesticht. Het lint heeft de vier kleuren van de vlag van het territorium.